# Réserve écologique Marcel-Raymond
La réserve écologique Marcel-Raymond est située près de la pointe du Gouvernement, sur la rivière Richelieu.  Le site qui couvre une superficie d'environ 64,21 hectares, vise à protéger une chênaie bleue, un écosystème rare au Québec. Il s'agit essentiellement d'un milieu humide, saturé en eau ou inondé de longues périodes de l'année. Le nom de la réserve rend hommage à Marcel Raymond (1915-1972), qui fut botaniste et conservateur du jardin botanique de Montréal.